# Gijs Blom
Gijsbrecht Thijmen Matthias (Gijs) Blom (Amsterdam, 2 januari 1997) is een Nederlandse acteur. Hij speelde tussen 2007 en 2009 de titelrol van Ciske in de musical Ciske de Rat. 

## Biografie
In 2011 speelde Blom zijn eerste filmrol in de bioscoopfilm Sonny Boy van Maria Peters. In 2012 speelde hij kleine rollen in de tv-film Urfeld en in de Duitse tv-film Eine Frau Verschwindet. Ook speelde hij de hoofdrol (Sieger) in de telefilm Jongens van Mischa Kamp, een grote rol (Olivier) in de film Kankerlijers van Lodewijk Crijns en een grote bijrol (Carlo) in die speelfilm Nena van Saskia Diesing. In september 2014 kwam de film Pijnstillers uit, naar het gelijknamige boek van Carry Slee. In deze productie speelt Blom het personage Casper. 
Op 4 juni 2014 won Blom met de film Jongens op het 54e Film Festival in Zlín (Tsjechië) vier prijzen, waaronder de Publieksprijs en de prijs voor beste acteur. Voor dezelfde rol werd hij in dat jaar genomineerd voor een Gouden Kalf in de categorie Beste Acteur.
Hij sprak stemmen in voor Nederlands gesproken versies van films als Hotel for Dogs, Kerst met Linus en Sergeant Pepper. Zijn moeder is (musical)actrice Marloes van den Heuvel. Met haar speelde hij in Ciske de Rat, Pijnstillers en Silkroad.

## Persoonlijk
Blom is een zoon van actrice Marloes van den Heuvel.